# Medina (Minas Gerais)
Medina é um município brasileiro do estado de Minas Gerais. Sua população recenseada em 2022 era de 20 156 habitantes.

## História
Foi fundada pelo espanhol Leandro de Medina em 22 de maio de 1824, dia consagrado a Santa Rita, que é padroeira da cidade e de quem herdou seu primeiro nome: Terra de Santa Rita. Mais tarde, passou a se chamar Santa Rita de Medina e depois, finalmente, Medina em homenagem ao seu descobridor. O povoado continuava a crescer e ai surgiu o decreto-lei nº 60, de 12 de janeiro de 1938, que anexaria o local ao território do município de Pedra Azul. Pelo Decreto Estadual nº 148, de 17 de dezembro de 1938, assinado pelo então governador Benedito Valadares Ribeiro, eleva a vila à condição de município, sendo instalado em 1º de janeiro de 1939, sob a "presidência" do Sr. Antero Silva, então juiz de paz, em exercício. A comarca teve seu Termo criado em 27 de dezembro de 1948, e sua instalação ocorreu aos 23 de junho de 1951, contando com a presença do então governador de Minas Gerais, Dr. Juscelino Kubitschek de Oliveira, o qual tornou-se depois Presidente do Brasil.

## Geografia
Medina situa-se na região do Vale do Jequitinhonha, mais especificamente, Médio Jequitinhonha, nordeste de Minas, conhecido como semiárido mineiro. Seu relevo é, predominantemente, montanhoso com ocorrência de grandes maciços de granito, está a 587 de altitude, seu clima é tropical, mas há picos de baixas temperaturas no inverno. Fazem parte do município de Medina, o Distrito de Tuparecê, o Povoado de General Dutra, além de várias comunidades rurais.

### Hidrografia
O município é banhado pelos rios Jequitinhonha e São Pedro, este afluente daquele, e diversos córregos, sendo os mais importantes os córregos Sapucaia, Dos cachorros, São Camilo e Ribeirão, este o responsável pelo abastecimento da cidade através da Barragem ribeirão.

### Rodovias
- BR-116

## Administração
- Prefeito: Evaldo Lucio Peixoto Sena (2017/2020).
- Presidente da câmara:Ailson Batista Figueiredo(2017 a 2020)